# Gino Menicucci
Gino Menicucci (Parigi, 7 marzo 1938 – Firenze, 20 ottobre 2015) è stato un arbitro di calcio italiano, iscritto alla sezione AIA di Firenze.

## Biografia
Gino Menicucci debuttò in serie A nel 1972 e terminò la carriera nel 1984, con un totale di 130 presenze nella massima serie, tra cui numerose "classiche" del campionato, come 1 Juventus-Inter, 1 derby di Milano, 1 derby di Roma, 1 Milan-Juventus, 2 Juventus-Roma, 3 Inter-Roma, 1 Milan-Roma, 2 derby della Mole e 2 derby della Lanterna. Iscritto alla sezione di Firenze dell'AIA, è stato anche un arbitro internazionale.
Nel 1974, in occasione di un Foggia-Milan, ultima giornata di campionato, il dirigente del Foggia Sergio Affalato cercò di corrompere Menicucci, arbitro dell'incontro, e i guardalinee regalando loro tre orologi. Gino Menicucci rifiutò e raccontò tutto all'ufficio-inchieste prima e al giudice sportivo poi. Nel 1978 arbitra la finale di Coppa Italia tra Inter e Napoli.
Precedentemente Menicucci, dopo un iniziale coinvolgimento, era uscito completamente pulito dall'inchiesta sul Totonero, tanto da essere stato l'unico prosciolto da ogni capo di accusa in sede di istruttoria. A seguito della prova della sua innocenza fu fatto diventare arbitro internazionale (1981). La sua carriera arbitrale si chiude con una sospensione comminata dalla Commissione Disciplinare dell'AIA, per dichiarazioni non autorizzate rilasciate a un quotidiano, nelle quali Menicucci aveva attaccato i vertici del calcio italiano e della propria Associazione per mancanza di trasparenza.
Durante la sospensione ha partecipato come opinionista a molte trasmissioni televisive. È stato a tutti gli effetti il primo arbitro italiano a fare televisione professionalmente; numerose sono state le sue apparizioni alle trasmissioni calcistiche condotte da Aldo Biscardi (Il processo del lunedì e Il processo di Biscardi). In seguito alla sua nuova professione di giornalista sportivo ha ricevuto la definitiva esclusione dall'AIA.
Nel 1999 ha partecipato al film Lucignolo diretto e interpretato da Massimo Ceccherini, da Alessandro Paci e Claudia Gerini. Nel film di Ceccherini l'ex arbitro ha interpretato il ruolo del giudice. Nel 2011 con una deroga speciale il Presidente AIA Marcello Nicchi, durante la Riunione Tecnica Obbligatoria dell'11 febbraio presso il Museo del calcio di Firenze, restituisce la tessera di "arbitro benemerito" e gli viene conferito il "Fiorino d'Argento" dalla sezione di Firenze, massimo riconoscimento sezionale.
È scomparso nel 2015 all'età di 77 anni dopo una lunga malattia contratta 11 anni prima. Infatti a marzo 2004, a seguito di un'operazione all'ernia del disco fatta con il laser nella Clinica Villa Cherubini di Firenze, rimase paralizzato alle gambe e a un braccio a causa di un batterio.